# Armands Ikalis
Armands Ikalis (* 18. Mai 1988 in Riga, LSSR, Sowjetunion) ist ein lettischer Theater- und Filmschauspieler.

## Leben
Ikalis machte seine ersten Schritte im Filmgeschäft als Stuntman. Neben seiner Muttersprache Lettisch spricht er Englisch und Russisch. Mit den Jahren übernahm er erste Nebenrollen, später erste größere Rollen. 2018 übernahm er im Historienfilm The King’s Ring – Die letzte Schlacht die Rolle des Kadags. Zudem ist er seit vielen Jahren als Bühnendarsteller tätig und tritt in verschiedenen lettischen Theatern auf.

## Filmografie (Auswahl)
- 2011: Es milu Tevi, Riga
- 2018: The King’s Ring – Die letzte Schlacht (Nameja gredzens)
- 2018: The Mover
- 2019: Nearby (Blakus)
- 2019: Abolu Virs (Kurzfilm)
- 2020: Survive (Mini-Serie, Episode 1x01)

## Theater
- 2013: Nevsky prospekt, Regie: Peteris Krilovs (Gogol)
- 2015: Idiot, Regie: Peteris Krilovs (Dostojevsky)
- 2016: Dopler, Regie: Mara Linina
- 2016: Starshij sin, Regie: Edmunds Freibergs (Vampilov)
- 2017: Last Pioner, Regie: Dmitrij Petrenko